# Arrondissement de Fürth
L'arrondissement de Fürth est un arrondissement  (« Landkreis » en allemand) de Bavière   (Allemagne) situé dans le district (« Regierungsbezirk » en allemand) de Moyenne-Franconie.
Son chef lieu est Zirndorf.

## Villes, communes & communautés d'administration
(nombre d'habitants en 2006)
| Städte 1. Langenzenn (10 604) 2. Oberasbach (17 006) 3. Stein (14 257) 4. Zirndorf (25 335) Märkte 1. Ammerndorf (2 139) 2. Cadolzburg (10 101) 3. Roßtal (9 981) 4. Wilhermsdorf (5 119) | Gemeinden 1. Großhabersdorf (4 268) 2. Obermichelbach (2 879) 3. Puschendorf (2 253) 4. Seukendorf (3 160) 5. Tuchenbach (1 162) 6. Veitsbronn (6 270) | Verwaltungsgemeinschaften 1. Obermichelbach-Tuchenbach avec les communes membres Obermichelbach et Tuchenbach 2. Veitsbronn avec les communes membres Seukendorf et Veitsbronn |